# Wasyl Kuźmienko
Wasyl Denysowycz Kuźmienko, Wasilij Dienisowicz Kuźmienko (ukr. Василь Денисович Кузьменко, ros. Василий Денисович Кузьменко, ur. 1897 w Hubniku, zm. 21 października 1937 w Kijowie) – polityk i działacz związkowy Ukraińskiej SRR.

## Życiorys
Od 1918 należał do RKP(b), w 1921 był przewodniczącym komitetu wykonawczego rady rejonowej w Kijowie, później działał w związkach zawodowych, zajmując stanowiska: przewodniczącego kijowskiego rejonowego komitetu związku kolejarzy (1922), przewodniczącego kijowskiego gubernialnego oddziału związku metalowców (1923-1924), przewodniczącego kijowskiej gubernialnej rady związków zawodowych (1924-1925), przewodniczącego kijowskiej okręgowej rady związków zawodowych (1925-1927) i kierownika Wydziału Organizacyjnego Wszechukraińskiej Rady Związków Zawodowych (1927-1928). Od 29 listopada 1927 do 9 kwietnia 1929 był zastępcą członka, potem do 30 sierpnia 1937 członkiem KC KP(b)U, jednocześnie 1928-1929 był sekretarzem Wszechukraińskiej Rady Związków Zawodowych, od czerwca 1928 do 9 kwietnia 1929 zastępcą członka, a od 9 kwietnia 1929 do 5 czerwca 1930 członkiem Biura Organizacyjnego KC KP(b)U. W 1929 został zastępcą ludowego komisarza oświaty Ukraińskiej SRR, od 25 lipca 1931 do 4 września 1932 był ludowym komisarzem gospodarki komunalnej Ukraińskiej SRR, od 1932 do marca 1933 przewodniczącym Komitetu Wykonawczego Charkowskiej Rady Obwodowej, a 1933-1934 zastępcą ludowego komisarza inspekcji robotniczo-chłopskiej Ukraińskiej SRR. Od marca 1934 do grudnia 1936 był przewodniczącym Ukraińskiego Republikańskiego Związku Spółdzielni Spożywców, potem do 1937 ludowym komisarzem przemysłu leśnego Ukraińskiej SRR. W 1937 został aresztowany i następnie rozstrzelany podczas wielkiego terroru.